# Saison 1 du Monde incroyable de Gumball
Chronologie
Pilote Deuxième saison
La première saison de la série d'animation britannico-américaine Le Monde incroyable de Gumball (The Amazing World of Gumball) est originellement diffusée le 3 mai 2011 sur la chaîne télévisée américaine Cartoon Network. Composée de 36 épisodes, la saison débute avec l'épisode Le DVD et se termine avec La Bagarre. Le premier épisode est regardé par 2,1 millions de téléspectateurs américains.

## Épisodes
| No. épisode | No. dans la saison | Titres (français et original)  | Scénario                                                              | Date de diffusion | Date de diffusion             |
| --- | ------------------ | ------------------------------ | --------------------------------------------------------------------- | ----------------- | ----------------------------- |
| 1 | 1                  | Le DVD The DVD                 | Ben Bocquelet, Jon Foster, & James Lamont                             | 3 mai 2011        | 12 juin 2011 (Avant-première) |
| Gumball et Darwin détruisent accidentellement un DVD de location en retard et tentent d'éviter les conséquences, mais échouent quand Maman le découvre. Note: En France, cet épisode a été diffusé en avant-première le 12 juin 2011, mais la série a été lancée le 3 septembre 2011. La date de diffusion de cet épisode est inconnue. |                    |                                |                                                                       |                   |                               |
| 2 | 2                  | Le Responsable The Responsible | Ben Bocquelet, Andrew Brenner, Jon Foster, Mic Graves, & James Lamont | 9 mai 2011        | 7 septembre 2011              |
| Gumball et Darwin tentent de montrer leur responsabilité en gardant Anais pendant que leurs parents sont à une réunion d'école. |                    |                                |                                                                       |                   |                               |
| 3 | 3                  | Le Troisième The Third         | Ben Bocquelet, Jon Foster, James Lamont, & Sam Ward                   | 16 mai 2011       | 3 septembre 2011              |
| Gumball et Darwin s'ennuient les uns les autres et cherchent un troisième ami pour rendre leur vie plus excitante. |                    |                                |                                                                       |                   |                               |
| 4 | 4                  | La Dette The Debt              | Ben Bocquelet, Jon Foster & James Lamont                              | 16 mai 2011       | 4 septembre 2011              |
| Croyant que sa vie a été sauvée par M. Robinson, Gumball promet de rembourser sa dette en sauvant la vie de M. Robinson. |                    |                                |                                                                       |                   |                               |
| 5 | 5                  | L'Apocalypse The End           | Ben Bocquelet, Jon Foster & James Lamont                              | 23 mai 2011       | TBA                           |
| Gumball et Darwin, pensant que le monde se terminera dans 24 heures, décident de tirer le meilleur parti de leur temps restant. |                    |                                |                                                                       |                   |                               |
| 6 | 6                  | La Robe The Dress              | Ben Bocquelet, Mic Graves, & David Cadji Newby                        | 23 mai 2011       | 8 septembre 2011              |
| Quand ses vêtements sont rétrécis dans la machine à laver par son père, Gumball est forcé de porter la robe de mariage de sa mère à l'école. Bientôt, tout le monde à son école - en particulier Darwin - pense que Gumball dans la robe est une belle fille.                                                                           |                    |                                |                                                                       |                   |                               |
| 7 | 7                  | La Quête The Quest             | Ben Bocquelet, Jon Foster & James Lamont                              | 30 mai 2011       | TBA                           |
| Gumball et Darwin aident Anaïs à récupérer sa poupée bien-aimée après qu'elle l'a perdue sur le chemin de l'école. |                    |                                |                                                                       |                   |                               |
| 8 | 8                  | La Cuillère The Spoon          | Ben Bocquelet, Jon Foster, James Lamont, & Mic Graves                 | 30 mai 2011       | TBA                           |
| Lors de l'achat d'un cadeau de dernière minute pour leur mère, Gumball et Darwin deviennent complices involontairement dans un stick-up à une station-service. |                    |                                |                                                                       |                   |                               |
| 9 | 9                  | La Pression The Pressure       | Ben Bocquelet, Jon Foster, James Lamont, & Sam Ward                   | 6 juin 2011       | 5 septembre 2011              |
| Quand Masami prétend que Darwin est son petit ami, Gumball jure d'aider son ami avant qu'il ne soit embrassé. |                    |                                |                                                                       |                   |                               |
| 10 | 10                 | Le Dessin The Painting         | Ben Bocquelet, Jon Foster, James Lamont, & Mic Graves                 | 13 juin 2011      | 6 septembre 2011              |
| Le principal Brown suppose qu'Anaïs trouve sa famille dysfonctionnelle après avoir vu une photo dessinée par elle, alors il commence à se mêler de leur vie de famille. |                    |                                |                                                                       |                   |                               |
| 11 | 11                 | Le Paresseux The Laziest       | Ben Bocquelet, Jon Foster, James Lamont, & Mic Graves                 | 20 juin 2011      | 9 septembre 2011              |
| Gumball et Darwin défient leur père à une compétition de paresse, le perdant devant faire les corvées du vainqueur. |                    |                                |                                                                       |                   |                               |
| 12 | 12                 | Le Fantôme The Ghost           | Ben Bocquelet, Jon Foster, James Lamont, & Mic Graves                 | 27 juin 2011      | 10 septembre 2011             |
| Quand un fantôme nommé Carrie possède le corps de Gumball pour manger, il doit apprendre à lui dire « non ». |                    |                                |                                                                       |                   |                               |
| 13 | 13                 | Le Mystère The Mystery         | Ben Bocquelet, Jon Foster, James Lamont, & Mic Graves                 | 11 juillet 2011   | 11 septembre 2011             |
| Quand sa classe trouve le Principal Brown enveloppé dans du papier hygiénique, rasé et couvert de peinture verte, Gumball décide d'essayer de trouver le coupable ou de faire face à la détention. |                    |                                |                                                                       |                   |                               |
| 14 | 14                 | La Blague The Prank            | Ben Bocquelet, Jon Foster, & James Lamont                             | 18 juillet 2011   | 12 septembre 2011             |
| Les farces de Gumball et Darwin sur Richard deviennent incontrôlables. |                    |                                |                                                                       |                   |                               |
| 15 | 15                 | Le Kimono The Gi               | Ben Bocquelet, Jon Foster, & James Lamont                             | 25 juillet 2011   | 13 septembre 2011             |
| Gumball et Darwin sont ridiculisés pour leurs costumes d'arts martiaux par leurs camarades de classe, et leur mère essaie de les convaincre de les enlever. |                    |                                |                                                                       |                   |                               |
| 16 | 16                 | Le Bisou The Kiss              | Ben Bocquelet & Mic Graves                                            | 25 juillet 2011   | 14 septembre 2011             |
| Un baiser de Mamie Jojo traumatise Gumball. |                    |                                |                                                                       |                   |                               |
| 17 | 17                 | La Fête The Party              | Ben Bocquelet & Mic Graves                                            | 8 août 2011       | TBA                           |
| Gumball et ses amis sont invités à une fête organisée par la sœur de Tobias, Rachel, mais ils doivent trouver des dates pour y assister. |                    |                                |                                                                       |                   |                               |
| 18 | 18                 | Le Reçu The Refund             | Ben Bocquelet, Jon Foster, & James Lamont                             | 15 août 2011      | TBA                           |
| Gumball et Darwin font de grands efforts pour récupérer leur argent d'un jeu vidéo incompatible, mais la politique du magasin de location les empêche de l'obtenir. |                    |                                |                                                                       |                   |                               |
| 19 | 19                 | Le Robot The Robot             | Ben Bocquelet, Jon Foster, & James Lamont                             | 22 août 2011      | TBA                           |
| Gumball décide d'aider Bobert à agir comme un vrai garçon. Cependant, il devient bientôt une bataille pour son identité même lorsque le robot complote pour prendre sa vie en main. |                    |                                |                                                                       |                   |                               |
| 20 | 20                 | Le Pique-Nique The Picnic      | Ben Bocquelet, James Lamont, & Mic Graves                             | 29 août 2011      | TBA                           |
| Au cours d'une excursion scolaire, Gumball et Darwin ignorent l'avertissement de leur enseignant de contourner une forêt dangereuse et, au lieu de cela, de la traverser. Ils sont désespérément perdus, ils doivent utiliser les très faibles compétences de survie qu'ils ont pour s'échapper.                                        |                    |                                |                                                                       |                   |                               |
| 21 | 21                 | Les Idiots The Goons           | Ben Bocquelet, Jon Foster, James Lamont, & Mic Graves                 | 5 septembre 2011  | 3 janvier 2012                |
| Anaïs essaie de « se baisser » pour s'amuser avec ses frères et son père. Gumball, se sentant exclu, organise une course pour récupérer son père. |                    |                                |                                                                       |                   |                               |
| 22 | 22                 | Le Secret The Secret           | Ben Bocquelet, Jon Foster, & James Lamont                             | 26 septembre 2011 | 2 janvier 2012                |
| Quand Gumball découvre que Darwin cache un terrible secret sur lui, il promet de faire tout ce qu'il faut pour savoir de quoi il s'agit. |                    |                                |                                                                       |                   |                               |
| 23 | 23                 | La Chaussette The Sock         | Ben Bocquelet, Jon Foster, James Lamont, & Sam Ward                   | 3 octobre 2011    | TBA                           |
| M. Small enseigne à Gumball et à Darwin diverses façons de devenir plus honnêtes. |                    |                                |                                                                       |                   |                               |
| 24 | 24                 | Le Génie The Genius            | Ben Bocquelet, Jon Foster, James Lamont, & Mic Graves                 | 10 octobre 2011   | 5 janvier 2012                |
| Avec Darwin pris dans un institut pour génies, Gumball essaie de devenir intelligent pour le rejoindre. Pendant ce temps, Nicole et Richard font face à la possibilité de ne jamais revoir Darwin en faisant venir Rocky, le concierge de l'école.                                                                                      |                    |                                |                                                                       |                   |                               |
| 25 | 25                 | L'Esprit The Poltergeist       | Ben Bocquelet, Jon Foster, James Lamont, Mic Graves, & Sam Ward       | 17 octobre 2011   | TBA                           |
| Richard croit que la maison est hantée quand Gumball permet à M. Robinson de vivre dans le grenier sans le lui dire. |                    |                                |                                                                       |                   |                               |
| 26 | 26                 | La Moustache The Mustache      | Ben Bocquelet & Mic Graves                                            | 21 novembre 2011  | 4 janvier 2012                |
| Gumball et Darwin développent une poussée de croissance étrange et éprouvent les hauts et les bas d'être des adultes. |                    |                                |                                                                       |                   |                               |
| 27 | 27                 | Le Rencard The Date            | Ben Bocquelet, Jon Foster, & James Lamont                             | 28 novembre 2011  | TBA                           |
| Gumball apprend à sortir avec lui pour qu'il puisse sortir avec Penny. Il s'avère plus tard, cependant, qu'il va à un enterrement, pas un rendez-vous. |                    |                                |                                                                       |                   |                               |
| 28 | 28                 | Le Club The Club               | Ben Bocquelet, Jon Foster, James Lamont, & Mic Graves                 | 5 décembre 2011   | 6 janvier 2012                |
| Quand Gumball refuse une offre de rejoindre le Club Des Rejetés, ils cherchent à se venger contre lui. |                    |                                |                                                                       |                   |                               |
| 29 | 29                 | Le Magicien The Wand           | Ben Bocquelet, Jon Foster, James Lamont, & Mic Graves                 | 24 janvier 2012   | 7 janvier 2012                |
| Quand Richard croit qu'une baguette de jouet dans une boîte de céréales est authentique, ses fils doivent réaliser ses différents souhaits. |                    |                                |                                                                       |                   |                               |
| 30 | 30                 | La Guenon The Ape              | Ben Bocquelet, Jon Foster, James Lamont, & Mic Graves                 | 31 janvier 2012   | 8 janvier 2012                |
| Mlle Simian se rapproche de Gumball et de sa famille pour gagner un prix. |                    |                                |                                                                       |                   |                               |
| 31 | 31                 | La Voiture The Car             | Ben Bocquelet, Jon Foster, James Lamont, & Mic Graves                 | 7 février 2012    | 9 janvier 2012                |
| Gumball et Darwin sont assez impatients de faire de nombreuses corvées chez M. Robinson, jusqu'à ce qu'ils détruisent accidentellement sa voiture. |                    |                                |                                                                       |                   |                               |
| 32 | 32                 | La Malédiction The Curse       | Ben Bocquelet, Jon Foster, James Lamont, & Mic Graves                 | 14 février 2012   | 10 janvier 2012               |
| La bonne journée de Gumball tourne de mal en pis tout au long de sa journée d'école, au point où il croit qu'il est maudit. |                    |                                |                                                                       |                   |                               |
| 33 | 33                 | Le Micro-Onde The Microwave    | Ben Bocquelet, Jon Foster, & James Lamont                             | 21 février 2012   | TBA                           |
| Gumball prend toutes les choses grossières qu'il peut trouver et crée une créature avec un appétit cannibale. |                    |                                |                                                                       |                   |                               |
| 34 | 34                 | L'Envahisseuse The Meddler     | Ben Bocquelet, Jon Foster, & James Lamont                             | 28 février 2012   | TBA                           |
| Voyant que Gumball avait besoin d'attention, Nicole traînait avec lui à l'école, ce qui devenait de plus en plus embarrassant pour son fils. |                    |                                |                                                                       |                   |                               |
| 35 | 35                 | Le Casque The Helmet           | Ben Bocquelet, Jon Foster, James Lamont, & Tommy Panays               | 6 mars 2012       | TBA                           |
| Gumball porte un casque chanceux, mais il déchire sa famille. |                    |                                |                                                                       |                   |                               |
| 36 | 36                 | La Bagarre The Fight           | Ben Bocquelet, Jon Foster, James Lamont, & Mic Graves                 | 13 mars 2012      | 11 janvier 2012               |
| Tina Rex exige de se battre avec Gumball. |                    |                                |                                                                       |                   |                               |

## DVD
| Détails | Détails | Détails | Bonus                     |
| --- | --- | --- | ------------------------- |
| - 12 épisodes - Coffret DVD - Format 1.78:1 - Langues : - Anglais (Dolby Stereo) - Sous-titres : - Anglais sous-titré | - 12 épisodes - Coffret DVD - Format 1.78:1 - Langues : - Anglais (Dolby Stereo) - Sous-titres : - Anglais sous-titré | - 12 épisodes - Coffret DVD - Format 1.78:1 - Langues : - Anglais (Dolby Stereo) - Sous-titres : - Anglais sous-titré | - Galerie des personnages |
| DVD release dates | | | - Galerie des personnages |
| Zone 1 | Zone 2 | Zone 4 | - Galerie des personnages |
| 28 août 2012 | TBA | TBA | - Galerie des personnages |

| Détails | Détails | Détails | Bonus                     |
| --- | --- | --- | ------------------------- |
| - 12 épisodes - Coffret DVD - Format 1.78:1 - Langues : - Anglais (Dolby Stereo) - Sous-titres : - Anglais sous-titré | - 12 épisodes - Coffret DVD - Format 1.78:1 - Langues : - Anglais (Dolby Stereo) - Sous-titres : - Anglais sous-titré | - 12 épisodes - Coffret DVD - Format 1.78:1 - Langues : - Anglais (Dolby Stereo) - Sous-titres : - Anglais sous-titré | - Galerie des personnages |
| Date de parution en DVD                                                                                               | | | - Galerie des personnages |
| Zone 1 | Zone 2 | Zone 4 | - Galerie des personnages |
| 15 janvier 2013 | TBA | TBA | - Galerie des personnages |

| Détails | Détails | Détails | Bonus                     |
| --- | --- | --- | ------------------------- |
| - 12 épisodes - Coffret DVD - Format 1.78:1 - Langues : - Anglais (Dolby Stereo) - Sous-titres : - Anglais sous-titré | - 12 épisodes - Coffret DVD - Format 1.78:1 - Langues : - Anglais (Dolby Stereo) - Sous-titres : - Anglais sous-titré | - 12 épisodes - Coffret DVD - Format 1.78:1 - Langues : - Anglais (Dolby Stereo) - Sous-titres : - Anglais sous-titré | - Galerie des personnages |
| Date de parution en DVD                                                                                               | | | - Galerie des personnages |
| Zone 1 | Zone 2 | Zone 4 | - Galerie des personnages |
| 13 août 2013 | TBA | TBA | - Galerie des personnages |